# Dean Schmeichel
Dean Ryan Schmeichel (ur. 10 października 1973) – kanadyjski zapaśnik w stylu wolnym. Olimpijczyk z Sydney 2000, gdzie zajął dziewiętnaste miejsce w kategorii 97 kg.
Czterokrotny uczestnik mistrzostw świata, dziewiąty w 2002. Trzeci w Pucharze Świata w 2002 i szósty w 1999. Zdobył brązowy medal na igrzyskach panamerykańskich w 1999. Trzy brązowe medale na mistrzostwach panamerykańskich. Zwyciężył na Igrzyskach Wspólnoty Narodów w 2002 roku.